# Верхний Кокуй
Верхний Кокуй — село в Балейском районе Забайкальского края России в составе сельского поселения «Подойницынское».

## География
Село находится в центральной части района, на левом берегу реки Унда на расстоянии примерно 13 километров по прямой на северо-восток от города Балей. 
Климат
Климат характеризуется как резко континентальный с продолжительной холодной малоснежной зимой. Абсолютный минимум температуры воздуха самого холодного месяца (января) составляет −45,5 °C; абсолютный максимум самого тёплого месяца (июля) — 39,2 °C. Среднегодовое количество атмосферных осадков составляет 308,3 мм.

## История
Основано в 1780 крестьянами, переселенными в Забайкалье с помещичьих усадеб в зачет рекрутского набора. С 1851 поселок в составе Ундинской станицы Забайкальского казачьего войска. В советское время работал колхоз им. Кирова.

## Население
Постоянное население составляло 187 человек в 2002 году (русские 99%), 142 человека в 2010 году.

## Инфраструктура
В селе функционируют клуб, фельдшерский пункт и библиотека.